# Le plus bel âge...
Le plus bel âge... è un film del 1995 diretto da Didier Haudepin.
La pellicola, presentata nella sezione Un Certain Regard del 48º Festival di Cannes, è uscita in Francia il 13 settembre 1995. È conosciuta anche con il titolo Das schönste Alter in lungua tedesca, Η πιο όμορφη ηλικία (I pio omorfi ilikia) in greco e Those Were the Days in inglese.